# Stephen Warbeck
Stephen Warbeck (1953) é um compositor de trilhas sonoras para TV e cinema inglês.
Ele é mais famoso por trabalhar na série de televisão Prime Suspect e nos filmes Shakespeare in Love, tendo vencido o Oscar de Melhor Trilha Sonora, e Billy Elliot.